# 红毒茴
红毒茴（学名：Illicium lanceolatum）是五味子科八角属的植物，为中国的特有植物。分布于中国大陆的贵州、湖北、江苏、安徽、湖南、江西、福建、浙江等地，生长于海拔300米至1,500米的地区，一般生于混交林中、阴湿狭谷、疏林中和溪流沿岸，目前尚未由人工引种栽培。

## 别名
莽草（中名） 披针叶茴香（中国经济植物志） 红茴香（浙江天目山药用植物志）